# سوزان دو پاس
سوزان دو پاس (فرانسوی: Suzanne de Passe‎؛ زادهٔ ۱۹ ژوئیهٔ ۱۹۴۶، ۱۹۴۷ یا ۱۹۴۸؛ بر پایهٔ منابع مختلف) مدیر اجرایی تولید، تهیه‌کننده تلویزیونی، کارآفرین، فیلم‌نامه‌نویس و سرمایه‌دار فرانسوی‌تبار اهل ایالات متحده آمریکا است.
از فیلم‌ها یا مجموعه‌های تلویزیونی که وی در آن‌ها نقش داشته است، می‌توان به  بانو بلوز می‌خواند، مسیر مردگان، تکه‌ای از بهشت و موتاون ۲۵: دیروز، امروز، برای همیشه اشاره نمود.